# Руссільйон
Руссільйо́н (кат. Rosselló или Catalunya del Nord, фр. Roussillon, ісп. Rosellón) — історичний регіон та історична французька провінція між Піренеями та Середземним морем. У Середньовіччі на території регіону розташовувалось Руссільйонське, Конфланське, Сарданське та ще декілька історичних графств Каталонії, які довго були предметом суперечок між Арагонською Короною та Французьким королівством. Відповідає території сучасного французького департамента Східні Піренеї. Історично Руссільйон включав 5 комарок (районів) Каталонії: Альта-Сарданья, Валеспір, Капсір, Конфлан і Руссільйон. Головне місто — Перпіньян.

## Історія

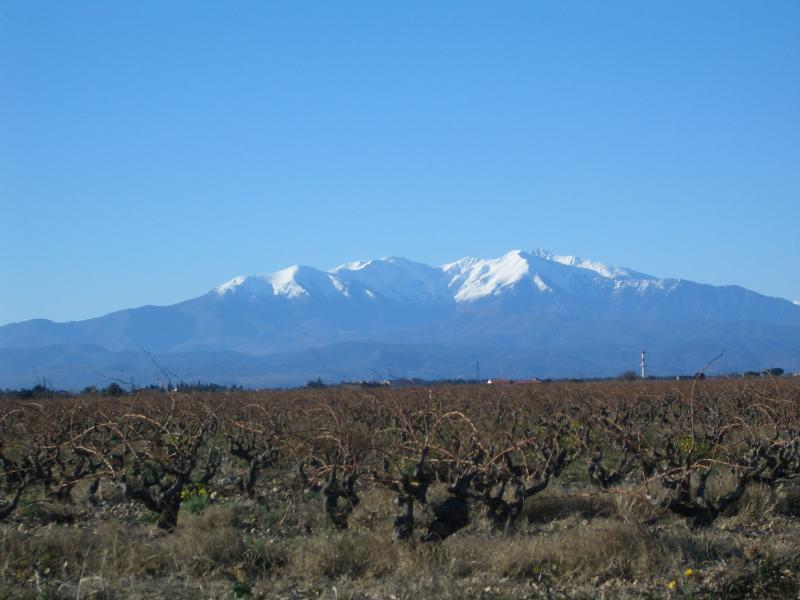
Вид з Руссільйона на гору Канігу

Стародавніми жителями Руссільйону було плем'я сардонів; головне їхнє місто, Русцино, було зруйноване норманами 859 року. В римську епоху Руссільйон входив до складу провінції Нарбонська Галлія; у V столітті Руссільйоном заволоділи вестготи, у 720 році — сарацини, у 759 році — франки.
З часів Карла Великого в регіоні було засноване Руссільйонське графство, що входило до складу Іспанської марки, а близько 900 року стало незалежним. З XI століття Руссільйон перебував у васальній залежності від Барселонського графства. 1172 року, після смерті останнього незалежного графа Руссільйона, Херардо II, графство перейшло у спадок до графа Барселонського Альфонсо II, що одночасно був королем Арагону.
Вдале розташування перетворило місто Перпіньян на торгову столицю всього Піренейського краю. Після угоди в Корбейлі (1258) король Франції Людовик IX відмовився від зазіхань на Руссільйон. Хайме I Арагонський 1276 року включив Руссільйон до складу Майорканського королівства, а в 1344 році Педро IV знову передав Руссільйон до складу Каталонського князівства, що постало на місці Барселонського графства.
1463 року, скориставшись проханням короля Арагону про придушення повстання в Каталонії, французи захопили Руссільйон. 1493 року було підписано Барселонську угоду, за якою король Франції Карл VIII повернув графство королю Арагону і графу Барселонському Фернандо II Католику.
У володінні Іспанії Руссільйон залишався до 1642 року, коли в результаті втручання короля Людовика XIII до нового повстання у Каталонії область була зайнята французькими військами. За Піренейським миром (1659 року) Руссільйон був остаточно приєднаний до Франції.
У наступні п'ятдесят років Людовик XIV докладав зусиль, щоб забезпечити політичну прихильність своїх нових підданих і змінити їхню культурну ідентичність. Він досяг успіху в першому, але зазнав невдачі в другому. За межами столиці Перпіньяна, Руссільйон залишався виразно каталонським за поглядами та культурою до кінця XIX століття, коли індустріалізація почала замінювати каталонську ідентичність французькою.
Під час Французької революції «старорежимна» провінція Руссільйон була ліквідована, а замість неї було створено новий департамент Східні Піренеї. Цей департамент приблизно відповідає старому Руссільйону, з додаванням комарки Фенуйєдес. Східні Піренеї — це назва, під якою цей департамент офіційно відомий у Франції. Стара назва Руссільйон стала складовою назви французького регіону Лангедок-Руссільйон.

## Термін «Північна Каталонія»

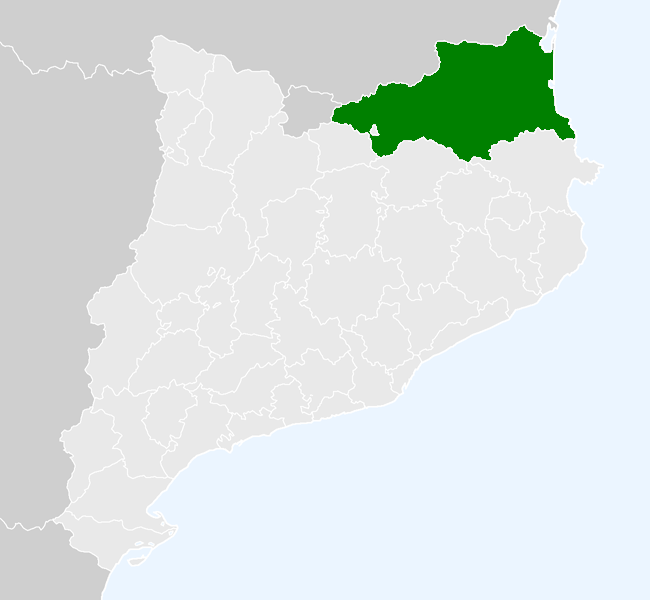
Розташування Північної Каталонії щодо автономної спільноти Каталонія (виділено світло-сірим).

Термін «Північна Каталонія» (кат. Catalunya del Nord або Catalunya Nord, фр. Catalogne Nord) був введений у 1930-х каталонським націоналістом Альфонсом Миасом. Цей термін зазвичай використовується в іспанській Каталонії та деякими французькими прихильниками каталонізму для позначення території на північ від Піренеїв, де розмовляють каталонською мовою і яку Іспанія поступилася Франції у 1659, відповідно до умов Піренейського миру. Територія, що позначається цим терміном, за невеликим доповненням відповідає нинішньому французькому департаменту Східні Піренеї та території історичного Руссільйону.
Історично на цій території розміщувалось Руссільйонське графство, що включало 5 комарок (районів) Каталонії: Альта-Серданья, Валеспір, Капсір, Конфлан і Руссільйон.

Історичні кумарки «Північної Каталонії»

Назва «Північна Каталонія» використовується у Франції менше, ніж «Руссильон». Перший термін систематично використовується каталонськими націоналістами, які використовують його як підтвердження зв'язку території з іспанською Каталонією. Щодо цього регіону також використовуються терміни «Каталонські землі», «Французька Каталонія» або «Каталонські Піренеї».
Офіційне визнання назви «Північна Каталонія» відбулося на сесії Генеральної ради Східних Піренеїв 10 грудня 2007, де було схвалено «Лист на користь каталонської мови», в преамбулі якої говориться: «Каталанська мова народилася більше тисячі років тому, є однією з стовпів нашої ідентичності, спадщини та багатства департаменту Східні Піренеї (Північна Каталонія)».
Оскільки на території Східних Піренеїв, як частини Франції, єдиною офіційною мовою є французька, каталанська мова знаходиться тут у небезпечній ситуації: нею розмовляють лише в сільській місцевості, і передача мови в сім'ях була перервана протягом тридцяти років. У 2009 році тільки 13,9 % учнів початкових або середніх шкіл департаменту навчалися каталанською мовою.